# August Town FC
August Town FC ist ein Fußballverein aus der jamaikanischen Stadt Kingston. Der Verein trat zuletzt in der Saison 2013/14 in der National Premier League an, der höchsten Spielklasse der Jamaica Football Federation, dem nationalen Fußballverband Jamaikas. Aus dieser musste der Verein jedoch zum Saisonende als Tabellenletzter absteigen.